# 罗伯特·约翰森
罗伯特·约翰森（丹麥語：Robert Johnsen，1896年6月23日—1975年8月31日），丹麦男子竞技体操运动员。他曾代表丹麦获得1920年夏季奥运会体操比赛男子团体自由式金牌。他于1975年在根措夫特去世。